# Vitkoviće
Vitkoviće (Servisch cyrillisch Витковиће) is een plaats in de Servische gemeente Novi Pazar. De plaats telt 30 inwoners (2002).